# Раймунд III (граф Триполи)
Райму́нд III (фр. Raymond III; 1140 — 1187, Триполи) — французский дворянин, граф Триполи (1152—1187). Он унаследовал престол будучи ребёнком после того, как его отца Раймунда II убили ассасины. Король Иерусалима Балдуин III назначил регентом его же мать Одиерну.
Регент Иерусалимского королевства в малолетство Балдуина IV и Балдуина V в 1174—1177 и 1184—1186 годах. Был собратом ордена госпитальеров. Участвовал в битве при Хаттине в 1187 году. Умер в октябре 1187 года от плеврита (возможно, в результате полученного в сражении ранения).

## Биография
Будущий граф Раймунд III родился в 1140 году, будучи единственным сыном в семье графа Триполи Раймунда II (1137—1152) и его супруги Одиерны, принцессы Иерусалимской, латино-армянки по происхождению. Уже по меньшей мере с 1151 года он оказывал поддержку отцу в его правлении государством, когда вместе с ним дал согласие на поддержку госпиталя. Об отце Раймунда III имеется достаточно сведений в источниках. Известно, что его мать была влиятельным человеком в политическом кругу Триполи XII века. Этим она была похожа на своих сестёр, королеву Мелисенду Иерусалимскую и Алису Антиохийскую, благодаря чему ей удалось стать «заметной» в годы правления сына. Раймунд II же был крайне ревнивым человеком, что приводило к политическим скандалам в начале 1150-х. По предположению историка Кевина Льюиса, граф мог опасаться, что его жена представляет опасность для его титула, поскольку знал, что Мелисенда, по словам Гийома Тирского, вступила в связь с Гуго II из Яффы, который затем поднял восстание против короля Фулька. Раймунд даже предполагал возможность вступления для этого в союз с мусульманами, как и его жена была готова вступить в союз с Нур ад-Дином чтобы избавиться от претендента в 1148 году. По выражению Льюиса, «отношение Раймунда II к своей жене было сформировано смесью социальных, гендерных и этнических тревог».
Трения между графом и его женой разрушили их брак. В попытки примерить супругов, в Триполи приехала Мелисенда, однако её усилия ни к чему не привели, и она решила забрать сестру с собой в Иерусалим. Её супруг же направился в противоположном направлении. Вместе с ним направился отвергнутый жених принцессы Констанции Радульф оф Мерло. Когда они вышли за городские стены, на них напала группа шиитов-низаритов, известных как ассасины. Там Балдуин и Радульф погибли «несчастной смертью», по выражению Гийома Тирского. Это стало первым известным случаем убийства христианских лордов этой группировкой.

## Образ Раймунда III в искусстве
Персонаж Тиберий в фильме Ридли Скотта «Царство небесное» во многом основан на личности Раймунда III. Надо отметить, что в фильме Тиберий (в исполнении британца Джереми Айронса) является марешалем Иерусалима (в русском переводе — «военачальник Иерусалима»), что значительно ниже реального положения Раймунда III при королевском дворе. Кроме того, не упоминается, что Раймунд III был дядей короля Балдуина IV. Впрочем, по сюжету Тиберий играет более существенную роль, чем маршал Иерусалима, являясь ближайшим соратником короля. В фильме допущен ряд других исторических вольностей.
Сценаристы первоначально планировали использовать имя Раймунд (англ. Raymond), но позднее отказались от него, возможно, из-за схожести с именем Рено де Шатийона (англ. Raynald, Reynald, Renald). Название графства не использовалось с тем, чтобы не возникло путаницы с городом Триполи в Ливии. В итоге было использовано имя Тиберий, от титула Раймунда — князь Галилейский и Тиверийский.